# 친애하는 로지
친애하는 로지(1990)는 피터 캐타네오가 피터 모건과 마크 와들로의 대본에서 연출한 1990년 영국 단편 소설이다. 이야기는 피오나 비토리가 연기한 로지를 중심으로 흘러간다. 로지는 성공하지 못한 소설가로, 에이전트가 그녀의 다이어트 비법을 출판한 후에 비만인 사람들로부터 편지를 받게 되는 내용이다.

카타네오는 로열 컬리지 오브 아트에서 학생으로 있는 동안 이 작품을 감독했다. 이 11분짜리 영화는 1990년 런던 영화제에서 최초로 상영되었다. 그 다음 해에는 뉴욕 영화제에서도 소개되었다.
이 작품은 제44회 영국 아카데미 영화 시상식에서 '최우수 단편 영화' 부문에, 그리고 제63회 아카데미 시상식에서 '최우수 실사 단편 영화' 부문에 후보로 올랐다.